# Zagoricze (Macedonia Północna)
Zagoricze (mac. Загориче) – wieś w Macedonii Północnej położona w gminie Demir Hisar.
Według danych z 2002 roku wieś zamieszkiwało 115 osób (58 mężczyzn i 57 kobiety) w 42 domostwach (w 52 mieszkaniach), wszyscy byli narodowości macedońskiej.